# チュクエメカ・オジュク
チュクエメカ・オドメグ・オジュク（Chukwuemeka Odumegwu-Ojukwu、1933年11月4日 - 2011年11月26日）は、ナイジェリアのイボ民族出身の軍人、政治家。1967年にナイジェリアより分離独立を宣言したビアフラ共和国の大統領を務めた。

## 経歴

### 軍人以前
1933年11月4日、父親が一時滞在していたズンゲル（現・ナイジャ州）で生まれる。父親のL.O.オジュク卿は、数百万ポンドの資産を持つといわれた実業家であり、連邦下院議員や東部州開発公社総裁をも歴任し、44歳でエリザベス二世戴冠勲章、49歳で騎士の称号を授与されたイボ民族の名士であった。
オジュクはラゴスのセント・パトリック小学校とキングスカレッジ（1909年に創立されたナイジェリア初の公立中等学校）を卒業したのちに渡英し、エプソム・カレッジを経て、オックスフォード大学のリンカーン・カレッジで主に歴史学を学んだ。21歳で帰国し、東部州政府の官吏の職に就いたが2年で辞職し、1957年に陸軍に入隊した。

### ナイジェリア軍時代
イギリスのイートン・ホールで2年間の将校教育を受けたのち、カノの陸軍第5歩兵大隊の少尉として赴任した。
1958年から1961年にかけて、ガーナのテシエにある西アフリカ国境軍訓練校で講師として教鞭をとったが、この時の教え子の中に、内戦では連邦軍の第2歩兵師団長として手ごわい敵となるムハンメド陸軍中佐がいた。
1961年末に第5歩兵大隊に復帰したが、まもなく少佐に昇進して、カドゥナの陸軍第1歩兵旅団司令本部付きの副官代理に転属となった。1962年にはコンゴの国連平和維持軍に出向したが、コンゴ在勤中に再度イギリス留学を命じられて、統合参謀大学に入学した。
1963年に中佐に昇進して国軍主計総監となり、1964年には第5歩兵大隊長に抜擢された。
1966年に東部州知事に就任している。1967年1月オジュクは東部州軍の再編に取り組み、ンジョク陸軍大佐を座長としてエヌグで首脳会議を開いた。この会議によって、その後のビアフラ共和国軍の骨格がほぼ決まったといわれている。1967年5月30日にビアフラ共和国は独立、オジュクは大統領に就任。

### 内戦勃発後
1969年3月には、ビアフラ共和国諮問会議の推薦を受けて、陸軍大将に昇進した。
オジュクは敗戦直前の1970年1月8日から10日にかけて、最後の閣議を開いた。全軍参謀長のエフィオング少将、司法長官のムバネフォ卿、警察庁長官のオケケなどの軍首脳部は、最後を見届けたいと語るオジュクに対し、兵士たちにこれ以上の抵抗をさせないためにも、国を離れるべきだと説得した。
1970年1月10日の夕刻、オジュクは車でウリ空港に向かい、経済補佐官のオキグボや、情報相で作家でもあったエクウェンシら数人の閣僚とともに、ビアフラ空軍機でコートジボワールに向けて亡命の旅に出た。再びナイジェリアの地を踏むのは、シェフ・シャガリ文民政権によって恩赦が下りた、1982年6月であった。

### 1990年以降
オジュクは1990年代からナイジェリアで政治活動を開始した。2003年と2007年に行なわれた大統領選挙では全進歩大同盟(APGA)から出馬したが、いずれも落選に終わっている。2011年11月26日にイギリスで病死。